# Kira Toussaint
Kira Toussaint (Amstelveen, 22 maggio 1994) è una nuotatrice olandese specializzata nel dorso e nello stile libero.

## Biografia
Ha rappresentato i Paesi Bassi ai Giochi olimpici estivi di Rio de Janeiro 2016. 
Il 14 novembre 2020 a Budapest, durante le seminifinali dell'International Swimming League, ha stabilito il nuovo record del mondo nei 50 m dorso in vasca corta con il tempo di 25"60, migliorandolo di 7 centesimi. Il precedente primato risaliva al 2014 ed apparteneva alla brasiliana Etiene Medeiros (25"67).

## Palmarès

### Competizioni internazionali
| Anno | Manifestazione          | Sede           | Evento             | Risultato | Prestazione | Note                  |
| ---- | ----------------------- | -------------- | ------------------ | --------- | ----------- | --------------------- |
| 2016 | Giochi olimpici         | Rio de Janeiro | 100m dorso         | Batteria  | 1'00"25     |                       |
| 2017 | Europei in vasca corta  | Copenaghen     | 100m dorso         | Argento   | 56"21       | Record nazionale      |
| 2017 | Europei in vasca corta  | Copenaghen     | 4x50m sl           | Oro       |             | [ 2 ]                 |
| 2017 | Europei in vasca corta  | Copenaghen     | 4x50m misti mista  | Oro       | 1'37"71     | Record dei campionati |
| 2017 | Universiadi             | Taipei         | 50m dorso          | Oro       | 28"07       |                       |
| 2018 | Europei                 | Glasgow        | 4x100m sl          | Argento   | 3'34"77     |                       |
| 2018 | Europei                 | Glasgow        | 4x100m sl mista    | Argento   | 2'23"97     |                       |
| 2019 | Europei in vasca corta  | Glasgow        | 50m dorso          | Oro       | 25"84       |                       |
| 2019 | Europei in vasca corta  | Glasgow        | 100m dorso         | Oro       | 55"71       |                       |
| 2019 | Europei in vasca corta  | Glasgow        | 200m dorso         | Bronzo    | 2'03"04     |                       |
| 2019 | Europei in vasca corta  | Glasgow        | 4x50m sl           | Oro       | 1'35"21     |                       |
| 2019 | Europei in vasca corta  | Glasgow        | 4x50m misti mista  | Argento   | 1'37"12     |                       |
| 2021 | Europei                 | Budapest       | 50m dorso          | Oro       | 27"36       |                       |
| 2021 | Europei                 | Budapest       | 4x100m sl          | Argento   | 3'34"29     |                       |
| 2021 | Europei                 | Budapest       | 4x100m misti mista | Argento   | 3'41"28     |                       |
| 2021 | Europei in vasca corta  | Kazan'         | 50m dorso          | Oro       | 25"79       |                       |
| 2021 | Europei in vasca corta  | Kazan'         | 100m dorso         | Oro       | 55"76       |                       |
| 2021 | Europei in vasca corta  | Kazan'         | 200m dorso         | Oro       | 2'01"26     |                       |
| 2021 | Europei in vasca corta  | Kazan'         | 4x50m sl           | Argento   | 1'35"47     |                       |
| 2021 | Europei in vasca corta  | Kazan'         | 4x50m misti mista  | Oro       | 1'36"18     | Record mondiale       |
| 2021 | Mondiali in vasca corta | Abu Dhabi      | 4x50m sl           | Bronzo    | 1'34"89     |                       |
| 2021 | Mondiali in vasca corta | Abu Dhabi      | 4x50m misti        | Bronzo    | 1'44"03     |                       |
| 2021 | Mondiali in vasca corta | Abu Dhabi      | 4x50m sl mista     | Argento   | 1'28"61     |                       |
| 2021 | Mondiali in vasca corta | Abu Dhabi      | 4x50m misti mista  | Oro       | 1'36"20     | Record dei campionati |
| 2022 | Mondiali                | Budapest       | 4x100m misti mista | Bronzo    | 3'41"54     |                       |
| 2022 | Europei                 | Roma           | 100m dorso         | Bronzo    | 59"53       |                       |
| 2022 | Europei                 | Roma           | 4x100m misti       | Bronzo    | 3'57"01     |                       |
| 2022 | Europei                 | Roma           | 4x100m misti mista | Oro       | 3'41"73     |                       |
| 2022 | Mondiali in vasca corta | Melbourne      | 4x50m sl           | Bronzo    | 1'35"36     |                       |
| 2023 | Europei in vasca corta  | Otopeni        | 50 m dorso         | Oro       | 25"82       |                       |
| 2023 | Europei in vasca corta  | Otopeni        | 100 m dorso        | Oro       | 55"88       |                       |
| 2023 | Europei in vasca corta  | Otopeni        | 4x50 m misti mista | Bronzo    | 1'37"86     |                       |
| 2024 | Mondiali                | Doha           | 4x100m sl          | Oro       | 3'36"61     |                       |

## International Swimming League
| Stagione 2019 | Stagione 2020 | Stagione 2021 |
| ------------- | ------------- | ------------- |
| Iron          | London Roar   | London Roar   |